# Hartig
Hartig is een term voor gerechten met een zoute, pittige of krachtige smaak. Het woord heeft in de eerste plaats betrekking op zaken die zout of zoutig zijn, zoals hartige versnaperingen en een hartige bouillon. Daarnaast wordt het woord gebruikt voor alle tegenhangers van zoete gerechten, zoals in hartig broodbeleg (bijvoorbeeld kaas of vleeswaren), als tegenhanger van zoet beleg zoals jam of stroop, of een hartige taart (bijvoorbeeld quiche) als tegenhanger van de als lekkernij gegeten zoete taarten.
Soms wordt het woord 'hartig' gebruikt om naar het Japanse begrip umami te verwijzen. Veel hartige producten bevatten (van nature of toegevoegd) smaakversterkers zoals mononatriumglutamaat die deze umami-smaak veroorzaken of versterken.